# Sīsakht
Sīsakht (persiska: دِه بُزُرگِ سيسَخت, دِه بُزُرگِ سيساخت, سی سخت) är en kommunhuvudort i Iran.   Den ligger i provinsen Kohgiluyeh och Buyer Ahmad, i den centrala delen av landet, 500 km söder om huvudstaden Teheran. Sīsakht ligger 2 267 meter över havet och antalet invånare är 6 342.
Terrängen runt Sīsakht är kuperad åt sydväst, men åt nordost är den bergig.Runt Sīsakht är det ganska tätbefolkat, med 58 invånare per kvadratkilometer. Sīsakht är det största samhället i trakten. Trakten runt Sīsakht består i huvudsak av gräsmarker.